# Genoplesium firthii
Genoplesium firthii är en orkidéart som först beskrevs av Leo I. Cady, och fick sitt nu gällande namn av David Lloyd Jones. Genoplesium firthii ingår i släktet Genoplesium och familjen orkidéer.
Artens utbredningsområde är Tasmanien. Inga underarter finns listade i Catalogue of Life.